# Thanh Hà (ca sĩ)
Trương Minh Hà thường được biết đến với nghệ danh Thanh Hà (sinh 18 tháng 3 năm 1969 tại Đà Nẵng) là một nữ ca sĩ hải ngoại người Mỹ gốc Việt. Thanh Hà là ca sĩ hải ngoại mang hai dòng máu Việt Mỹ nổi tiếng với giọng hát ngọt ngào, đầm thắm. Từng được nhắc đến như một nhân vật con lai thành đạt nhất trong cuốn Coming Home của Thomas.

## Tiểu sử
Thanh Hà tên thật là Trương Minh Hà. Mẹ Thanh Hà có tên là Nguyễn Thị Mười (một người Mỹ gốc Việt), còn cha của nữ ca sĩ là một người Mỹ gốc Đức tên là Bill Williams; ông mất ở Chu Lai khi cô mới hai tuổi. Thuở nhỏ, cô sinh sống và học tập ở Đà Nẵng và đã từng hát trên đài phát thanh của Đà Nẵng. Sau khi học hết lớp 12, cô chuyển vào Sài Gòn sinh sống. Năm 1991, cô vượt biển di cư mà đến một trại tị nạn ở Philippines, sau đó cô được di cư sang Hoa Kỳ.
Tuổi thơ của nữ ca sĩ đầy cơ cực, đau buồn do cha mất sớm khi cô mới 2 tuổi. Vẻ ngoài lai Tây khác lạ cũng khiến Thanh Hà bị bạn bè kỳ thị, xa lánh. Khi chuẩn bị sang Mỹ định cư, cô mới phát hiện người mình gọi là mẹ bấy lâu nay thực chất chỉ là dì ruột, mẹ ruột đã bỏ rơi cô từ nhỏ.
Thanh Hà sang Mỹ định cư sau khi học xong lớp 12. Cô làm nhiều nghề để kiếm sống như nhân viên nhà hàng thức ăn nhanh, sản xuất bật lửa... Và sau đó nhờ giọng hát và ngoại hình lai Tây xinh đẹp nên cuối tuần cô được giới thiệu đi hát ở một số quán bar, nhà hàng trước khi đầu quân cho Trung tâm băng đĩa Thúy Nga. Thanh Hà từng thể hiện thành công nhiều ca khúc nhạc trẻ, nhạc trữ tình, nhạc Trịnh... và thu hút công chúng với hình ảnh trẻ trung, cởi mở. Thời gian gần đây, nữ ca sĩ tích cực tham gia hoạt động tại làng giải trí Việt Nam, trở thành một trong những gương mặt được săn đón và quan tâm.

## Đời tư
Hiện tại, Thanh Hà đang định cư ở Hoa Kỳ. Cô đã trải hai lần hôn nhân đổ vỡ và từng trải qua 6 năm gắn bó với bạn trai Roland Casiquin Jr. Cô cũng thường xuyên tham gia các show diễn tại Việt Nam. Nữ ca sĩ có một người con gái tên Isabella Quỳnh Tiên Hồ.
Trải qua nhiều thăng trầm tình cảm, Thanh Hà hiện tận hưởng cuộc sống hạnh phúc bên ca sĩ nhạc sĩ, nhà sản xuất âm nhạc Phương Uyên. Cặp đôi tổ chức đám cưới ngày 15 tháng 9 năm 2022 ở California, Mỹ.

## Sự nghiệp
Từ nhỏ, khi sống ở Đà Nẵng, Thanh Hà đã tham gia một cách nhiệt tình vào các hoạt động văn nghệ ở học đường, từ lớp mẫu giáo, bậc tiểu học cho đến hết bậc trung học. Không những thế, Thanh Hà đã có dịp lên hát trên Đài Phát thanhĐà Nẵng cũng như được trường cử làm đại diện tham dự những cuộc thi đua về văn nghệ. Sau khi học hết lớp 12, Thanh Hà vào Sài Gòn năm 1988 trước khi đi Mỹ năm 1991.
Sang tới Mỹ, ca sĩ này đã từng làm nhiều công việc để kiếm sống như làm việc tại các tiệm  Mac Donalds, hãng "contact lenses" sản xuất hộp quẹt và đi hát. Chị cho rằng việc kiếm tiền là nhu cầu của mình. Bởi lẽ, nó là lúc chị lấy lại được thời gian đã mất, thời gian nghèo đói và khổ sở. Nữ ca sĩ này cũng đã từng cộng tác với nhiều trung tâm âm nhạc tại hải ngoại và không ai phủ nhận Thanh Hà là một giọng ca đầy quyến rũ và nổi bật ở cộng đồng người Việt trên khắp thế giới.
Đi lưu diễn ở bất cứ đâu chị cũng để lại nhiều kỷ niệm đẹp nơi những người yêu nhạc với một tính cách thật bình dị, lối nói chuyện thẳng thắn và không màu mè. Thanh Hà có rất nhiều ca khúc để lại cảm xúc mãnh liệt cho người nghe trong đời ca sĩ của mình như: Tàn tro, các ca khúc nhạc trẻ, nhạc tiền chiến và cả nhạc Trịnh Công Sơn...
Sở hữu ngoại hình xinh đẹp cùng giọng hát sâu lắng, tình cảm, suốt hơn 20 năm qua, Thanh Hà vẫn là một tên tuổi được đông đảo khán giả yêu mến.
Không chỉ thu hút công chúng bằng việc thể hiện thành công nhiều ca khúc nhạc trẻ, nhạc trữ tình, nhạc Trịnh... Thanh Hà còn gây ấn tượng bởi hình ảnh trẻ trung, phóng thoáng với nhan sắc lai nổi bật, đặc biệt thời trẻ khiến nhiều người say đắm.
Khi còn sinh sống ở Philippines, cô từng trải qua cuộc sống khá thiếu thốn nên đã "làm liều" đăng ký đi thi hoa hậu. Nữ ca sĩ cho biết, giải thưởng cho ngôi vị cao nhất thời điểm đó là 200 USD, song không may mắn đạt được. Tuy nhiên, giọng ca 6X cho biết cô đã chiến thắng phần thi Tài năng của cuộc thi, và nhận được số tiền thưởng là 150 USD.
Thanh Hà lần đầu tiên xuất hiện trên sân khấu hải ngoại là trung tâm Thúy Nga cuốn Paris By Night 31 và đã được sự đón nhận của nhiều khán giả. Trải qua hơn 20 năm ca hát, cô đã xuất hiện trên nhiều chương trình của nhiều trung tâm băng nhạc khác nhau, phát hành nhiều sản phẩm có giá trị.
Thanh Hà là ca sĩ hải ngoại nổi tiếng vì giọng hát và cả lai lịch một phụ nữ hai dòng máu Việt Mỹ, từng được nhắc đến như một nhân vật con lai thành đạt nhất trong cuốn Coming Home - Trở về nhà của Thomas.
Năm 2022, Thanh Hà phát hành MV Tổn thương này đến bao giờ kết hợp với nhóm nhạc Oplus. Được biết, đây là dự án được nữ ca sĩ ấp ủ từ lâu nhưng đến bây giờ mới thực hiện được. Bằng chất giọng khàn và nội lực, Thanh Hà tiếp tục khiến khán giả thổn thức khi hòa giọng với nhóm Oplus trong ca khúc Tổn thương này đến bao giờ.

## Âm nhạc

### Album/CD
- Lệ Hoang - TNCD 107 (1996)
- Cho Rơi Những Bụi Tình - TNCD 122 (1996)
- Cám Ơn Người Tình - TNCD 144 (1997)
- Cuộc Tình lỡ - TNCD 145 (1997) với Don Hồ
- Tim Vẫn Trong Ta - TNCD 166 (1998)
- Đêm Cuối Cùng - TNCD 168 (1998) với Ý Lan, Thùy Dương
- Người Tình Tôi Yêu - Thanh Hà Music - Tình đại diện
- Những Cuộc Tình Không Trở Lại - Bích Thu Vân (1997) với Ngọc Hương
- Chuyện Tình Yêu - Blue Ocean với Anh Tuấn
- Đừng Bao Giờ Hứa - Thanh Hà Music (2006)
- Hương Yêu - Love Music 007 với Anh Tú
- Nỗi Đau Ngọt Ngào - Eagle (1999)
- Bạc Tình Ca - Doremi (1996) với Don Hồ
- Dường Như Em Đã Yêu Anh - DXCD 088 với Vũ Tuấn Đức
- Yêu Người Muộn Màng - DXCD 082
- Tình Đẹp Như Mơ - DXCD 074
- Một Đời Xin Nhớ Mãi - DXCD 068
- Thương Nhau Ngày Mưa - DXCD 067 với Ý Lan, Hoàng Nam
- Đã Trót Cô Đơn - LVCD 223 với Đình Thông
- Quỳnh Hương - LVCD 206 với Ý Linh
- Hẹn hò - Don Hồ Production (2008) với Don Hồ, Lâm Thúy Vân
- Mưa Trên Vùng Tóc Rối - Y2K với Tuấn Ngọc
- Hãy Nói Với Em - Duyên Hằng (2002) với Tuấn Ngọc
- Em Ơi Lá Thu Mưa - Bích Thu Vân với Nguyên Khang
- Cát Bụi Tình Xa - Hải Âu 089 với Ý Lan
- Vầng Tóc Rối - Khánh Hà 40 (1997) với Tô Chấn Phong, Diễm Liên
- Khúc Nhạc Buồn - Khánh Hà 27 (1995) với Tô Chấn Phong
- Chờ Em Muôn Kiếp - DXCD 095 với Vũ Khanh
- Ru Em Từng Ngón Xuân Nồng - Rạng Đông
- Nghĩ Đến Em - Hồ Đăng Audio với Khánh Ly, Quang Tuấn
- Ru Lòng Khờ Dại - Rạng Đông
- Tình Yêu - Hải Âu 113 với Tuấn Ngọc
- Chìa Khóa Tình Yêu - Thanh Hà Production
- Tình Mãi Xanh - Thế giới Nghệ thuật
- Mong Manh Tình Về - TNCD 518 (2013)
- Đến Bên Em - Thanh Hà Music (2015) - Thúy Nga đại diện
- Đừng chúc em hạnh phúc (2017)
- Mới mẻ nào cũng ngọt ngào (2019)

### Lyrics video
- Sợ yêu
- Giá như mình đừng yêu nhau
- Mới mẻ nào cũng ngọt ngào
- Đừng chúc em hạnh phúc
- Đừng hỏi ngày mai
- Cứ ngỡ
- Xóm đêm
- Sợ bắt đầu sợ kết thúc
- Đời có anh thật may
- Còn sống còn yêu
- Tạm biệt nhé thanh xuân
- Dù đã biết
- Cô đơn đến muộn màng
- Nếu ta không gặp nhau
- Yêu anh là điều duy nhất

### MV
- Mới mẻ nào cũng ngọt ngào (2018)
- Dù đã biết (2019)
- Còn sống còn yêu (2019)
- Cứ ngỡ (2020)
- Tạm biệt nhé thanh xuân (2020)
- Trót yêu anh rồi (2020)
- Sợ bắt đầu sợ kết thúc (2021)
- Có nhau có cả thế giới (2021)
- Đừng hỏi ngày mai (2022)
- Nếu ta không gặp nhau (2022)
- Đời có anh thật may (2022)
- Tổn thương đến bao giờ (2022)
- Yêu anh là điều duy nhất (2022)
- Remake: Đón xuân (2023)
- Remake: Thì thầm mùa xuân (2023)
- Remake: Xuân này con không về (2023)
- Remake: Lắng nghe mùa xuân về (2023)
- Càng yêu càng sai (2023)
- Ừ thì anh đúng (2023) - cùng Vicky Nhung

### OST
- Đừng chúc em hạnh phúc (OST Cua lại vợ bầu)

## Các tiết mục trình diễn trên sân khấu

### Trung tâm Thúy Nga

#### Chương trình Paris By Night
| STT | Tiết mục                                                                   | Thể hiện với | Chương trình       | Năm  |
| --- | -------------------------------------------------------------------------- | --- | ------------------ | ---- |
| 1   | Ân Tình Mong Manh (Ngọc Trọng)                                             | solo | Paris By Night 31  | 1995 |
| 2   | Cát Bụi Tình Xa (Trịnh Công Sơn)                                           | Don Hồ, Diễm Liên | Paris By Night 31  | 1995 |
| 3   | LK Dĩ Vãng (Trịnh Nam Sơn), Buồn (Y Vân)                                   | Thế Sơn | Paris By Night 32  | 1995 |
| 4   | Đàn Chim Tha Phương (Đức Huy)                                              | Ái Vân, Elvis Phương, Thế Sơn, Nguyễn Hưng, Mỹ Huyền | Paris By Night 32  | 1995 |
| 5   | Bay Đi Cánh Chim Biển (Đức Huy)                                            | solo | Paris By Night 33  | 1995 |
| 6   | Và Con Tim Đã Vui Trở Lại (Đức Huy)                                        | Đức Huy, Khánh Hà, Duy Quang, Ngọc Lan, Don Hồ, Thảo My, Henry Chúc, Ái Vân, Dalena, Nguyễn Hưng, Hương Lan, Thế Sơn, Bảo Hân, Phi Phi | Paris By Night 33  | 1995 |
| 7   | Lệ Hoang (Trịnh Nam Sơn)                                                   | solo | Paris By Night 34  | 1995 |
| 8   | Lời Tình Buồn (Vũ Thành An)                                                | solo | Paris By Night 35  | 1996 |
| 9   | Hoang Vắng (Quốc Dũng)                                                     | Bảo Hân, Châu Ngọc | Paris By Night 36  | 1996 |
| 10  | Cần Thiết (Ngô Thụy Miên, Nguyên Sa)                                       | solo | Paris By Night 36  | 1996 |
| 11  | Mây Lang Thang (LV: Nam Lộc)                                               | Bảo Hân, Châu Ngọc | Paris By Night 37  | 1996 |
| 12  | Người Đi Qua Đời Tôi (Phạm Đình Chương, Trần Dạ Từ)                        | solo | Paris By Night 37  | 1996 |
| 13  | Stand By Me                                                                | Lynda Trang Đài, Tommy Ngô, Don Hồ, Bảo Hân, Philip Huy, Châu Ngọc, Long Hồ | Paris By Night 37  | 1996 |
| 14  | Vĩnh Biệt Người Tình (LV: Phạm Duy)                                        | solo | Paris By Night 38  | 1996 |
| 15  | LK Giáng Sinh                                                              | Don Hồ, Ngọc Hương | Paris By Night 38  | 1996 |
| 16  | Cảm Ơn Người Tình (Lam Phương)                                             | solo | Paris By Night 39  | 1997 |
| 17  | Tiếng Ru Ngàn Đời                                                          | solo | Paris By Night 40  | 1997 |
| 18  | Những Ngày Thơ Mộng (Hoàng Thi Thơ)                                        | solo | Paris By Night 41  | 1997 |
| 19  | Chán Nản (Văn Phụng)                                                       | solo | Paris By Night 42  | 1997 |
| 20  | Love's In Disguise                                                         | Bảo Hân, Kỳ Duyên | Paris By Night 42  | 1997 |
| 21  | Tình Khúc Thứ Nhất (Vũ Thành An)                                           | solo | Paris By Night 43  | 1998 |
| 22  | LK Bài Không Tên Số 2, 3, Cuối Cùng (Vũ Thành An)                          | Don Hồ | Paris By Night 64  | 2002 |
| 23  | Vì Đó Là Em (Diệu Hương)                                                   | Don Hồ | Paris By Night 65  | 2002 |
| 24  | Tiếng Hát Nửa Vời (Trần Trịnh)                                             | solo | Paris By Night 66  | 2002 |
| 25  | Thiên Đàng Không Xa (Tùng Châu, Lê Hựu Hà)                                 | Don Hồ | Paris By Night 69  | 2003 |
| 26  | Tình Yêu Đã Mất (Phạm Mạnh Cương)                                          | solo | Paris By Night 70  | 2003 |
| 27  | LK Cơn Gió Thoảng, Trái Tim Tội Lỗi (Quốc Dũng)                            | Bằng Kiều | Paris By Night 78  | 2005 |
| 28  | LK Mưa Chiều Kỷ Niệm (Duy Yên, Quốc Kỳ), Rồi Mai Tôi Đưa Em (Trường Sa)    | Thế Sơn | Paris By Night 82  | 2006 |
| 29  | Niệm Khúc Cuối (Ngô Thụy Miên)                                             | Trần Thái Hòa | Paris By Night 84  | 2006 |
| 30  | Như Giấc Chiêm Bao (Lam Phương)                                            | solo | Paris By Night 95  | 2009 |
| 31  | LK Nhạt Nắng (Xuân Lôi, Y Vân), Biển Nhớ (Trịnh Công Sơn)                  | Minh Tuyết, Hương Thủy, Trúc Lam, Trúc Linh, Ngọc Liên, Tú Quyên, Quỳnh Vi, Bảo Hân, Như Loan, Hồ Lệ Thu, Nguyệt Anh, Lynda Trang Đài, Thùy Vân | Paris By Night 95  | 2009 |
| 32  | Bài Ngợi Ca Tình Yêu (LV: Phạm Duy)                                        | solo | Paris By Night 97  | 2009 |
| 33  | Tại Sao Là Không (Diệu Hương)                                              | Don Hồ | Paris By Night 100 | 2010 |
| 34  | Mộng Chiều Xuân (Ngọc Bích)                                                | solo | Paris By Night 101 | 2011 |
| 35  | Mưa Lệ (Lam Phương)                                                        | solo | Paris By Night 102 | 2011 |
| 36  | Gọi Người Yêu Dấu (Vũ Đức Nghiêm)                                          | solo | Paris By Night 103 | 2011 |
| 37  | Tình Đầu Tình Cuối (Trần Thiện Thanh)                                      | Thế Sơn | Paris By Night 104 | 2011 |
| 38  | Người Tình Trăm Năm (Đức Huy)                                              | Minh Tuyết, Như Quỳnh, Lưu Bích, Ngọc Anh, Quỳnh Vi, Kỳ Phương Uyên, Diễm Sương, Lam Anh, Như Loan, Hạ Vy, Tóc Tiên | Paris By Night 105 | 2012 |
| 39  | Yêu Là Chết Ở Trong Lòng (Phạm Duy)                                        | solo | Paris By Night 105 | 2012 |
| 40  | Trắng (Trần Quảng Nam)                                                     | Don Hồ | Paris By Night 106 | 2012 |
| 41  | LK Mùa Thu Trong Mưa (Trường Sa), Búp Bê Không Tình Yêu (LV: Vũ Xuân Hùng) | Như Quỳnh, Diễm Sương, Quỳnh Vi, Lam Anh, Hạ Vy, Mai Thiên Vân, Minh Tuyết, Hương Giang, Hương Thủy, Kỳ Phương Uyên, Ngọc Anh, Tóc Tiên, Như Loan | Paris By Night 106 | 2012 |
| 42  | Dáng Xưa Về Đâu (Ngọc Trọng)                                               | solo | Paris By Night 107 | 2013 |
| 43  | Ô Mê Ly (Văn Phụng, Văn Khôi)                                              | Như Quỳnh, Ngọc Anh, Trần Thái Hòa, Don Hồ, Thế Sơn | Paris By Night 107 | 2013 |
| 44  | Ảo Giác (Lương Bằng Quang)                                                 | solo | Paris By Night 108 | 2013 |
| 45  | Vũng Lầy Của Chúng Ta (Lê Uyên Phương)                                     | Trần Thái Hòa | Paris By Night 109 | 2013 |
| 46  | Hát Mãi Bài Tình Ca (Thái Thịnh)                                           | Minh Tuyết, Như Loan, Tóc Tiên, Như Quỳnh, Don Hồ, Mai Thiên Vân, Hạ Vy, Mạnh Quỳnh, Hương Thủy, Quang Lê, Ngọc Hạ, Trần Thái Hòa, Thế Sơn, Châu Ngọc, Hồ Lệ Thu, Kỳ Phương Uyên, Mai Tiến Dũng, Quỳnh Vi, Trịnh Lam, Lương Tùng Quang, Diễm Sương, Duy Trường, Khánh Lâm, Tommy Ngô, Lynda Trang Đài, Đình Bảo, Ánh Minh, Hương Giang, Anh Tú, Thiên Tôn, Ý Lan, Ngọc Anh, Thu Phương, Giang Tử, Hương Lan, Thái Châu, Quang Dũng, Nguyễn Hưng, Lưu Bích, Tuấn Ngọc, Khánh Hà, Dương Triệu Vũ, Lam Anh, Bằng Kiều, Họa Mi, Elvis Phương | Paris By Night 109 | 2013 |
| 47  | Tết Xuân (Hồ Hoài Anh)                                                     | Đình Bảo | Paris By Night 110 | 2014 |
| 48  | Phút Giao Thừa Dịu Êm (Nguyễn Kim Tuấn)                                    | Tóc Tiên, Ngọc Anh, Quỳnh Vi, Đình Bảo, Trần Thái Hòa, Thiên Tôn, Trịnh Lam | Paris By Night 110 | 2014 |
| 49  | Hẹn Hò (Phạm Duy)                                                          | Thiên Tôn | Paris By Night 111 | 2014 |
| 50  | Bài Tình Ca Mùa Đông (Trầm Tử Thiêng)                                      | solo | Paris By Night 112 | 2014 |
| 51  | Xuân Vui Ca (Nguyễn Hiền)                                                  | Đình Bảo | Paris By Night 113 | 2015 |
| 52  | Lời Cảm Ơn (Ngô Thụy Miên, Hạ Đỏ Bích Phượng)                              | Minh Tuyết, Lam Anh, Hạ Vy, Ngọc Anh, Quỳnh Vi, Kỳ Phương Uyên, Hương Thủy, Diễm Sương, Ánh Minh, Mai Thiên Vân, Lương Tùng Quang, Đình Bảo, Thiên Tôn, Bảo Khánh, Ngọc Ngữ, Justin Nguyễn, Mai Tiến Dũng, Don Hồ | Paris By Night 114 | 2015 |
| 53  | Còn Yêu Em Mãi (Nguyễn Trung Cang)                                         | Thiên Tôn | Paris By Night 114 | 2015 |
| 54  | Bài Không Tên Số 5 (Vũ Thành An)                                           | solo | Paris By Night 115 | 2015 |
| 55  | Nét Đẹp Á Đông (Dương Khắc Linh)                                           | Lam Anh, Như Quỳnh, Mai Thiên Vân, Ánh Minh, Diễm Sương, Minh Tuyết, Quỳnh Vi, Hạ Vy, Hương Giang, Tâm Đoan, Hương Thủy | Paris By Night 115 | 2015 |
| 56  | Hoa Có Vàng Nơi Ấy (Việt Anh)                                              | Đình Bảo | Paris By Night 117 | 2016 |
| 57  | Sao Vẫn Tìm Nhau (Trần Lê Quỳnh)                                           | Don Hồ | Paris By Night 126 | 2018 |
| 58  | Khoảnh Khắc (Trương Quý Hải)                                               | Lưu Bích, Ngọc Anh, Minh Tuyết, Nguyễn Hồng Nhung | Paris By Night 126 | 2018 |
| 59  | Rồi Em Sẽ (Hồ Tiến Đạt)                                                    | Đình Bảo | Paris By Night 128 | 2019 |
| 60  | Rưng Rưng Lệ (Vũ Thành An)                                                 | solo | Paris By Night 129 | 2019 |
| 61  | Nơi Mình Gọi Là Nhà (Phương Uyên)                                          | Phương Uyên | Paris By Night 133 | 2022 |
| 62  | Cánh Hồng Phai (Dương Khắc Linh, Hoàng Huy Long)                           | Hương Thủy, Minh Tuyết, Ngọc Anh, Băng Tâm, Như Loan, Nguyễn Hồng Nhung, Lam Anh, Kỳ Phương Uyên, Như Ý, Hà Thanh Xuân, Hoàng Mỹ An | Paris By Night 134 | 2023 |
| 63  | Buồn Ơi Chào Mi (Nguyễn Ánh 9)                                             | Tuấn Ngọc | Paris By Night 134 | 2023 |
| 54  | Hơn Một Lời Cảm Ơn (Ngô Minh Tài)                                          | Ngọc Anh, Ý Lan, Tuấn Ngọc, Khánh Hà, Bằng Kiều, Minh Tuyết, Trần Thái Hòa, Lam Anh, Đình Bảo, Kỳ Phương Uyên, Nguyễn Hồng Nhung, Ngọc Hạ, Tuấn Phước, Thiên Tôn, Hương Lan, Hoàng Oanh, Thanh Tuyền, Phương Hồng Quế, Quang Dũng, Trường Vũ, Như Quỳnh, Quang Lê, Thái Châu, Họa Mi, Nguyễn Hưng, Hương Thủy, Băng Tâm, Hoàng Nhung, Hà Thanh Xuân, Trịnh Lam, Phương Yến Linh, Ngọc Ngữ, Châu Ngọc Hà, Tâm Đoan, Mạnh Quỳnh, Phương Loan, Đan Nguyên, Lương Tùng Quang, Như Loan, Hoàng Mỹ An, Như Ý, Lâm Thúy Vân, Myra Trần, Don Hồ  | Paris By Night 134 | 2023 |
| 55  | LK Chuyện Như Chưa Bắt Đầu, Cứ Ngỡ, Sợ Yêu (Hoàng Nhã)                     | Bằng Kiều | Paris By Night 136 | 2024 |

#### Liveshow
| STT | Tên bài hát | Thể hiện với                                                              | Chương trình                                  | Năm  |
| --- | --- | ------------------------------------------------------------------------- | --------------------------------------------- | ---- |
| 1   | Thương Nhau Ngày Mưa (Nguyễn Trung Cang)                                                                                     | Minh Tuyết, Như Quỳnh, Hồ Lệ Thu, Như Loan, Thủy Tiên, Lưu Bích, Ngọc Anh | Paris By Night Divas                          | 2010 |
| 2   | Tình Lỡ (Thanh Bình) | solo                                                                      | Paris By Night Divas                          | 2010 |
| 3   | Không (Nguyễn Ánh 9) | solo                                                                      | Paris By Night 104 VIP Party                  | 2012 |
| 4   | Nỗi Cuồng Điên (LV: Diệu Hương)                                                                                              | solo                                                                      | VSTAR 2012 - Chung Kết                        | 2012 |
| 5   | Nào Biết Nào Hay | solo                                                                      | Paris By Night 106 VIP Party                  | 2013 |
| 6   | Ngày Em Đến (Y Vân) | solo                                                                      | Paris By Night 109 VIP Party                  | 2013 |
| 7   | O Holy Night (LV: Anh Linh)                                                                                                  | solo                                                                      | Paris By Night Gloria                         | 2013 |
| 8   | Về Đây Anh (Trịnh Nam Sơn)                                                                                                   | solo                                                                      | VSTAR 2013 - Bán Kết                          | 2014 |
| 9   | Hạnh Phúc Trong Tầm Tay (Lam Phương)                                                                                         | solo                                                                      | VSTAR 2013 - Reunion                          | 2014 |
| 10  | LK Ru: Ru Ta Ngậm Ngùi, Ru Em, Ru Đời Đi Nhé (Trịnh Công Sơn)                                                                | Mỹ Hạnh, Thu Phương, Đình Bảo                                             | VSTAR 2013 - Reunion                          | 2014 |
| 11  | Màu Xanh Noel (Nguyễn Văn Đông)                                                                                              | solo                                                                      | Paris By Night Gloria 2                       | 2014 |
| 12  | LK Anh Chờ Em Trở Lại (Hoàng Nguyên), Những Bước Chân Âm Thầm (Y Vân, Kim Tuấn), Nếu Có Yêu Tôi (Trần Duy Đức, Ngô Tịnh Yên) | Trần Thái Hòa, Thiên Tôn                                                  | Paris By Night 128 VIP Party                  | 2018 |
| 13  | Dốc Mơ (Ngô Thụy Miên) | Đình Bảo                                                                  | Đình Bảo Live Show \| Chuyện Tình             | 2019 |
| 14  | Cô Đơn Đến Muộn Màng (Trịnh Lam)                                                                                             | solo                                                                      | Đình Bảo Live Show \| Chuyện Tình             | 2019 |
| 15  | Sài Gòn (Y Vân) | solo                                                                      | Le Gala Du Coeur - Gửi Tình Thương Về Sài Gòn | 2021 |
| 16  | Mưa Lệ (Lam Phương) | solo                                                                      | Le Gala Du Coeur - Gửi Tình Thương Về Sài Gòn | 2021 |
| 17  | Anh Là Ai (Phương Uyên) | solo                                                                      | Paris By Night Tiếu Vương Hội                 | 2023 |

#### Thúy Nga Music Box
| STT | Tên bài hát                                                  | Thể hiện với               | Chương trình           | Năm  |
| --- | ------------------------------------------------------------ | -------------------------- | ---------------------- | ---- |
| 1   | Mùa Thu Yêu Đương (Lam Phương)                               | Don Hồ                     | Thúy Nga Music Box #7  | 2020 |
| 2   | Sa Mạc Tình Yêu (Lời Việt: Khúc Lan)                         | solo                       | Thúy Nga Music Box #7  | 2020 |
| 3   | Vì Đó Là Em (Diệu Hương)                                     | Don Hồ                     | Thúy Nga Music Box #7  | 2020 |
| 4   | Trả Lại Em Nụ Cười (Trương Lê Sơn)                           | solo                       | Thúy Nga Music Box #7  | 2020 |
| 5   | Đời Không Còn Nhau (Diệu Hương)                              | solo                       | Thúy Nga Music Box #7  | 2020 |
| 6   | Chỉ Có Em (Lam Phương)                                       | Don Hồ                     | Thúy Nga Music Box #7  | 2020 |
| 7   | LK Mở Màn: Khắc Khoải, Về Lại Cõi Sầu, Chơi Vơi (Diệu Hương) | Don Hồ, Diệu Hương         | Thúy Nga Music Box #21 | 2020 |
| 8   | Bên Nhau Ngày Cuối (Diệu Hương)                              | Solo                       | Thúy Nga Music Box #21 | 2020 |
| 9   | Tại Sao Là Không (Diệu Hương)                                | Don Hồ                     | Thúy Nga Music Box #21 | 2020 |
| 10  | Nói Với Tôi Một Lời (Diệu Hương)                             | Don Hồ, Diệu Hương         | Thúy Nga Music Box #21 | 2020 |
| 11  | Đêm Buồn (Diệu Hương)                                        | Solo                       | Thúy Nga Music Box #21 | 2020 |
| 12  | Vũ Trụ Của Anh (Diệu Hương)                                  | Don Hồ                     | Thúy Nga Music Box #21 | 2020 |
| 13  | Tôi Muốn Hỏi Tại Sao (Diệu Hương)                            | Don Hồ, Diệu Hương         | Thúy Nga Music Box #21 | 2020 |
| 14  | Lòng Mẹ (Y Vân)                                              | Phi Nhung                  | Thúy Nga Music Box #31 | 2021 |
| 15  | Gánh Hàng Rong (Lê Quốc Dũng)                                | Solo                       | Thúy Nga Music Box #31 | 2021 |
| 16  | Ru Con Tình Cũ (Đình Trầm Ca)                                | Solo                       | Thúy Nga Music Box #31 | 2021 |
| 17  | Đèn Khuya (Lam Phương)                                       | Solo                       | Thúy Nga Music Box #31 | 2021 |
| 18  | Giá Như Mình Đừng Yêu Nhau (Phương Uyên, Vũ Thảo My)         | Solo                       | Thúy Nga Music Box #46 | 2021 |
| 19  | Call You An Angel (Phương Uyên)                              | Solo                       | Thúy Nga Music Box #46 | 2021 |
| 20  | You & I / Tình Bạn (Phương Uyên)                             | Nhóm Ba Con Mèo, Như Quỳnh | Thúy Nga Music Box #46 | 2021 |
| 21  | Thu Ca (Phạm Mạnh Cương)                                     | Thanh Lan, Quang Lê        | Thúy Nga Music Box #48 | 2021 |
| 22  | Suối Lệ Xanh (Phạm Mạnh Cương)                               | Solo                       | Thúy Nga Music Box #48 | 2021 |
| 23  | Tình Yêu Đã Mất/Cho Nhau Lời Nguyện Cầu (Phạm Mạnh Cương)    | Quang Lê                   | Thúy Nga Music Box #48 | 2021 |
| 24  | Tóc Em Chưa Úa Nắng Hè (Phạm Mạnh Cương)                     | Solo                       | Thúy Nga Music Box #48 | 2021 |
| 25  | Thung Lũng Hồng (Phạm Mạnh Cương)                            | Thanh Lan, Quang Lê        | Thúy Nga Music Box #48 | 2021 |
| 26  | Thu Sầu (Lam Phương)                                         | Solo                       | Thúy Nga Music Box #51 | 2022 |
| 27  | Mùa Thu Trong Mưa (Trường Sa)                                | Solo                       | Thúy Nga Music Box #51 | 2022 |
| 28  | Tình Yêu Như Bóng Mây (Song Ngọc)                            | Solo                       | Thúy Nga Music Box #51 | 2022 |
| 29  | Tình Yêu Muôn Thuở (Lời Việt: Lê Hựu Hà)                     | Nguyễn Hưng                | Thúy Nga Music Box #51 | 2022 |
| 30  | Như Giấc Chiêm Bao (Lam Phương)                              | Solo                       | Thúy Nga Music Box #51 | 2022 |
| 31  | Yêu (Nhật Trung)                                             | Nguyễn Hưng                | Thúy Nga Music Box #51 | 2022 |

### Trung tâm Mây - Dạ Lan
| STT | Tiết mục                       | Thể hiện với           | Chương trình       | Năm  |
| --- | ------------------------------ | ---------------------- | ------------------ | ---- |
| 1   | Đoản Ca Xuân (Thanh Sơn)       | Phi Nhung, Phương Thảo | Hollywood Night 18 | 1999 |
| 2   | Mùa Hoa Anh Đào (Thanh Sơn)    | solo                   | Hollywood Night 18 | 1999 |
| 3   | Một Ngày Mùa Đông (Bảo Chấn)   | solo                   | Hollywood Night 20 | 1999 |
| 4   | Bên Anh Ngày Cuối (Diệu Hương) | solo                   | Dạ Lan 2           | 2004 |

### Trung tâm Asia
| STT | Tiết mục                                                                                   | Thể hiện với                                 | Chương trình | Năm  |
| --- | ------------------------------------------------------------------------------------------ | -------------------------------------------- | ------------ | ---- |
| 1   | Một Cõi Tình Phai (Ngô Thụy Miên)                                                          | solo                                         | ASIA 40      | 2003 |
| 2   | Trái Tim Phục Sinh (Trúc Hồ, Trần Anh Tú)                                                  | Lâm Nhật Tiến                                | ASIA 41      | 2003 |
| 3   | Lời Nói Vu Vơ (LV: Diệu Hương)                                                             | solo                                         | ASIA 42      | 2004 |
| 4   | LK Trái Tim Ngục Tù (Đức Huy), Trái Tim Mùa Đông (Trúc Hồ), Trái Tim Lầm Lỡ (LV: Khúc Lan) | Quang Minh, Thanh Trúc, Diễm Liên, Thiên Kim | ASIA 43      | 2004 |
| 5   | Trăng Úa Sao Mờ (Vũ Tuấn Đức)                                                              | solo                                         | ASIA 43      | 2004 |
| 6   | Mùa Hè Lại Đến (Trúc Hồ, Vũ Tuấn Đức)                                                      | Sỹ Đan, Vũ Tuấn Đức                          | ASIA 44      | 2004 |

### Trung tâm Vân Sơn
| STT | Tiết mục                    | Thể hiện với | Chương trình | Năm  |
| --- | --------------------------- | ------------ | ------------ | ---- |
| 1   | Nỗi Lòng (Nguyễn Văn Khánh) | solo         | Vân Sơn 32   | 2005 |

### Trung tâm Tình
| STT | Tiết mục                       | Thể hiện với | Chương trình                      | Năm  |
| --- | ------------------------------ | ------------ | --------------------------------- | ---- |
| 1   | 999 Đóa Hồng (LV: Nhật Ngân)   | solo         | Quê Hương Tình Yêu Và Tuổi Trẻ 3  | 1998 |
| 2   | Tiếng Vỹ Cầm                   | solo         | Quê Hương Tình Yêu Và Tuổi Trẻ 4  | 1998 |
| 3   | Em Hãy Ngủ Đi (Trịnh Công Sơn) | solo         | Quê Hương Tình Yêu Và Tuổi Trẻ 7  | 2000 |
| 4   | LK Làm Thơ Tình (Trúc Hồ)      | Nhật Trung   | Quê Hương Tình Yêu Và Tuổi Trẻ 13 | 2005 |
| 5   | Phút Bên Nàng (Ngọc Trọng)     | Don Hồ       | Quê Hương Tình Yêu Và Tuổi Trẻ 16 | 2008 |
| 6   | Khi (Vũ Tuấn Đức)              | solo         | Quê Hương Tình Yêu Và Tuổi Trẻ 16 | 2008 |
| 7   | Tình Một Đêm                   | solo         | Quê Hương Tình Yêu Và Tuổi Trẻ 18 | 2011 |

### Trung tâm Blue Ocean
| STT | Tiết mục                                   | Thể hiện với                                                               | Chương trình                      | Năm |
| --- | ------------------------------------------ | -------------------------------------------------------------------------- | --------------------------------- | --- |
| 1   | Giết Người Trong Mộng (LV: Phạm Duy)       | solo                                                                       | Vườn Hoa Âm nhạc Và Tiếng Cười    |     |
| 2   | Cánh Hoa Phôi Phai                         | solo                                                                       | Vườn Hoa Âm nhạc Và Tiếng Cười 5  |     |
| 3   | Biển Xa Tình Tôi                           | solo                                                                       | Vườn Hoa Âm nhạc Và Tiếng Cười 6  |     |
| 4   | Tìm Ánh Sao Rơi                            | solo                                                                       | Vườn Hoa Âm nhạc Và Tiếng Cười 7  |     |
| 5   | Mong Manh (LV: Vũ Xuân Hùng)               | solo                                                                       | Vườn Hoa Âm nhạc Và Tiếng Cười 8  |     |
| 6   | LK Chuyện Tình Yêu, Bài Ngợi Ca Tình Yêu   | Anh Tuấn                                                                   | Vườn Hoa Âm nhạc Và Tiếng Cười 8  |     |
|     | Mùa Xuân Tình Yêu (Andy Thanh)             | Trúc Lam, Trúc Linh, Bảo Ngọc, Cát Ly, Ngô Tú Nhi, Thanh Trúc, Huyền Trang | Vườn Hoa Âm nhạc Và Tiếng Cười 9  |     |
| 7   | LK Tình khúc Mùa Xuân, Em Còn Nhớ Mùa Xuân | Anh Tuấn                                                                   | Vườn Hoa Âm nhạc Và Tiếng Cười 9  |     |
| 8   | LK Biệt Ly                                 | Anh Tuấn                                                                   | Vườn Hoa Âm nhạc Và Tiếng Cười 10 |     |

## Chương trình truyền hình

### Thí sinh
- Bài hát của chúng ta (2024)[12]

### Giám khảo
- Tình Bolero (2016)
- Người hát tình ca (2016)
- Trời sinh một cặp (2017)
- Dạ khúc tình yêu (2017)
- Ai sẽ thành sao (2018)
- The Heroes (2022, 2023)

### Cố vấn
- Cố vấn cho đội Đông Nhi tại Giọng hát Việt (2017)

### Ca sĩ
- Ca sĩ giấu mặt (2016)
- Nhạc hội song ca (2017)
- Ca sĩ tranh tài (2018)
- Sao hoả sao kim (2018)
- Studio party (2021)
- Lạ lắm à nha (2021)
- Giao lộ thời gian (2022)

### Huấn luyện viên
- Giọng hát Việt mùa 6 (Team Thanh Hà) (2019)
- Thần tượng đối thần tượng (mùa 2) (2023)

### Khách mời
- Tonight with Việt Thảo (2016)
- Sau ánh hào quang (2017)
- Chuyện tối nay với Thành (2017)
- Là vợ phải thế (2018)